# Ireneo (nome)
Ireneo  è un nome proprio di persona italiano maschile.

## Varianti
- Maschili: Irenione[1]
  - Ipocoristici: Reneo[5]
- Femminili: Irenea[4]
  - Ipocoristici: Renea[5]

### Varianti in altre lingue
- Basco: Iren[6]
- Catalano: Ireneu[6]
- Ceco: Ireneus, Irenej
- Francese: Irénée[7]
- Greco antico: Ειρηναίος (Eirenaios)[2][7]
- Inglese: Irenaeus, Irenæus
- Latino: Irenaeus[2][6][7], Ireneus[7]
- Olandese: Ireneus, Irenaeus
- Polacco: Ireneusz[7]
- Portoghese: Ireneu
- Russo: Ириней (Irinej)[7]
- Slovacco: Irenej
- Spagnolo: Ireneo[6]
- Tedesco: Irenäus
- Ungherese: Iréneusz, Irenej

## Origine e diffusione
Deriva dal nome greco Ειρηναίος (Eirenaios), che significa "pacifico", "serafico", ed è quindi analogo per semantica ai nomi Mirna, Salomone e Sulamita. In alcuni casi il nome viene interpretato come di origine devozionale, avente il significato di "devoto a Eirene" (la dea della pace nella mitologia greca).
In entrambi i casi, etimologicamente si basa sull'aggettivo ειρηναίος (eirenaios), a sua volta derivato da ειρήνη (eirene), "pace", da cui il nome italiano Irene (di cui però non costituisce una variante, nonostante sia riportato come tale da alcune fonti).
La forma tronca "Reneo", di scarsissima diffusione, è accentrata in Toscana.

## Onomastico
Quanti si chiamano Ireneo festeggiano il loro onomastico generalmente il 28 giugno, giorno in cui la Chiesa cattolica celebra la memoria di sant'Ireneo di Lione, vescovo, martire e padre della Chiesa. Con questo nome si ricordano anche altri santi, alle date seguenti:
- 10 febbraio, sant'Ireneo, soldato e martire con Amanzio, Giacinto e Zotico a Roma[10]
- 1º aprile, sant'Ireneo, martire in Armenia con san Quinziano[10]
- 6 aprile, sant'Ireneo di Sirmio, vescovo di Sirmio e martire sotto Diocleziano[9][10]
- 7 aprile (o 26 marzo), sant'Ireneo, diacono e martire con Serapione, Teodoro e Ammone nella pentapoli cirenaica[9][10]
- 5 maggio, sant'Ireneo, martire a Tessalonica con i santi Irene e Pellegrino sotto Diocleziano[10]
- 10 agosto, sant'Ireneo, martire con sant'Aurelio, venerato a Cutigliano[9]
- 23 agosto (o 26) sant'Ireneo, martire con sant'Abbondio a Roma sotto Valeriano[9][10]
- 30 agosto, sant'Ireneo, diacono e martire in Toscana
- 23 novembre (o 3 luglio), sant'Ireneo, diacono e martire con santa Mustiola a Chiusi[9][10]
- 15 dicembre, sant'Ireneo, martire con altri compagni a Roma sotto Valeriano[10]

## Persone

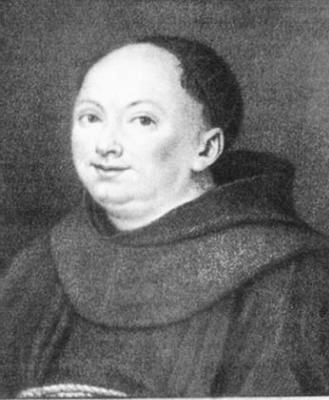
Ireneo Affò

- Ireneo di Lione, vescovo, teologo e santo romano
- Ireneo Affò, storico dell'arte, letterato e numismatico italiano
- Ireneo Aleandri, architetto italiano
- Ireneo Filalete, alchimista britannico
- Ireneo Janni, scultore, pittore e incisore italiano
- Ireneo Vinciguerra, politico italiano

### Variante Ireneusz
- Ireneusz Jeleń, calciatore polacco
- Ireneusz Mulak, cestista polacco

### Altre varianti
- Iriney, calciatore brasiliano
- Irénée-Jules Bienaymé, statistico francese
- Irenäus Eibl-Eibesfeldt, etologo austriaco
- Irinej Konstantinov, attore bulgaro

### Variante femminile Renea
- Renea Burlamacchi, scrittrice italiana